# Гватемала на Светском првенству у атлетици на отвореном 2022.
Гватемала је учествовала на 18. Светском првенству у атлетици на отвореном 2022. одржаном у Јуџину  од 15. до 25. јула осамнаести пут, односно учествовала је на свим првенствима до данас. Репрезентацију Гватемале представљало је 9 такмичара (6 мушкараца и 3 жене) који су се такмичили у 5 дисциплина (3 мушке и 2 женске).,
На овом првенству такмичари Гватемале нису освојили ниједну медаљу али су остварили два најбоља лична резултата сезоне.
У табели успешности према броју и пласману такмичара који су учествовали у финалним такмичењима (првих 8 такмичара) Гватемала је са 1 учесником у финалу делила 54. место са 5 бодова.
| Пл.  | Земља     | 1. место | 2. место | 3. место | 4. место | 5. место | 6. место | 7. место | 8. место | Бр. фин. | Бод. |
| ---- | --------- | -------- | -------- | -------- | -------- | -------- | -------- | -------- | -------- | -------- | ---- |
| =54. | Гватемала | 0        | 0        | 0        | 1        | 0        | 0        | 0        | 0        | 1        | 5    |

## Учесници
| Мушкарци: - Луис Гријалвао — 5.000 м - Хосе Едуардо Ортиз — 20 км ходање - Хосе Освалдо Калел — 20 км ходање - Хосе Алехандро Барондо — 20 км ходање - Ерик Бернабе Барондо — 35 км ходање - Луис Анхел Санчез Перез — 35 км ходање | Жене: - Маиди Монхе — 20 км ходање - Мирна Ортиз — 35 км ходање - Јасури Паласиос — 35 км ходање |

## Резултати

### Мушкарци
| Атлетичар               | Дисциплина   | Лични рекорд | Квалификације   | Квалификације   | Финале       | Финале       | Детаљи |
| Атлетичар               | Дисциплина   | Лични рекорд | Резултат        | Место           | Резултат     | Место        | Детаљи |
| ----------------------- | ------------ | ------------ | --------------- | --------------- | ------------ | ------------ | ------ |
| Луис Гријалвао          | 5.000 м      | 13:10,09 НР  | 13:14,04 ЛРС    | 3. у гр. 2      | 13:10,44 ЛРС | 4 / 41 (42)  |        |
| Хосе Едуардо Ортиз      | 20 км ходање | 1:20:43      |                 |                 | 1:23:48      | 21 / 43 (45) |        |
| Хосе Освалдо Калел      | 20 км ходање | 1:20:35      | 1:26:24         | 27 / 43 (45)    |              |              |        |
| Хосе Алехандро Барондо  | 20 км ходање | 1:19:55      | дисквалификован | дисквалификован |              |              |        |
| Ерик Бернабе Барондо    | 35 км ходање | 2:31:26      | 2:35:01         | 30 / 40 (50)    |              |              |        |
| Луис Анхел Санчез Перез | 35 км ходање | 2:44:02      | дисквалификован | дисквалификован |              |              |        |

### Жене
| Атлетичарка     | Дисциплина   | Лични рекорд | Квалификације | Квалификације | Финале           | Финале           | Детаљи |
| Атлетичарка     | Дисциплина   | Лични рекорд | Резултат      | Место         | Резултат         | Место            | Детаљи |
| --------------- | ------------ | ------------ | ------------- | ------------- | ---------------- | ---------------- | ------ |
| Маиди Монхе     | 20 км ходање | 1:33:39      |               |               | дисквалификована | дисквалификована |        |
| Мирна Ортиз     | 35 км ходање | 2:52:07 НР   | 2:54:00       | 15 / 35(41)   |                  |                  |        |
| Јасури Паласиос | 35 км ходање | 2:53:03      | 3:01:16       | 25 / 35 (41)  |                  |                  |        |